# 阿马蒂特兰湖
阿马蒂特兰湖（西班牙語：Lago de Amatitlán）是危地马拉中南部一座火山口湖，位于帕卡亚火山东北麓，首都危地马拉市西南25公里。湖长11公里，宽3公里，面积15平方公里。该湖泊西北岸城市阿马蒂特兰为著名的旅游城市。